# The Reworks
The Reworks è un album di remix del gruppo musicale australiano Pendulum, pubblicato il 29 giugno 2018 dalla Warner Bros. Records.

## Descrizione
Annunciato a fine febbraio 2018, il disco rappresenta la prima pubblicazione del gruppo dopo otto anni dall'uscita di Immersion e contiene una selezione di tredici remix dei principali brani e singoli del gruppo realizzati da svariati artisti appartenenti alla scena EDM e non, come Skrillex, Devin Townsend e Moby.

## Tracce
Testi e musiche di Rob Swire, eccetto dove indicato.
1. Hold Your Colour (Noisia Remix) – 5:24
2. Blood Sugar (Knife Party Remix) – 4:06 (Rob Swire, Gareth McGrillen, Matt White)
3. 9,000 Miles (Eelke Kleijn Remix) – 8:22
4. The Island Pt. I (Dawn) (Skrillex Remix) – 3:29 (musica: Rob Swire, Sonny Moore)
5. Propane Nightmares (Grabbitz Remix) – 3:52 (musica: Rob Swire, Gareth McGrillen, Paul Harding, Bernd Burhoff, Greg Thompson, Jens Oettrich, Oliver Froning)
6. Crush (Devin Townsend Remix) – 4:37
7. Tarantula (ft. DJ Fresh, $pyda & Tenor Fly) (Icarus Remix) – 6:36 (testo: Colin Griffith, Jonathan Sutter – musica: Rob Swire, Gareth McGrillen, Dan Stein)
8. Witchcraft (Pegboard Nerds Remix) – 3:19
9. Watercolour (Matrix & Futurebound Remix) – 5:29
10. The Island Pt. I (Dawn) (AN21 Remix) – 3:53
11. Still Grey (DJ Seinfeld Remix) – 5:11
12. Vault (Moby Remix) – 6:41 (Rob Swire, Gareth McGrillen, Paul Harding)
13. Streamline (ATTLAS Remix) – 3:47

## Formazione
Hanno partecipato alle registrazioni, secondo le note di copertina:
Gruppo
- Rob Swire – strumentazione, voce (traccia 1, 3, 4, 6, 8, 10, 11 e 13), remix (traccia 2)
- Gareth McGrillen – remix (traccia 2)
- Peredur ap Gwynedd – chitarra acustica (tracce 3, 6)

Altri musicisti
- Andrew Goddard – chitarra (traccia 1)
- Jon Stockman – basso (traccia 1)
- Adrian Revell – ottoni (tracce 4, 6, 8, 10)
- Andy Greenwood – ottoni (tracce 4, 6, 8, 10)
- Andy Wood – ottoni (tracce 4, 6, 8, 10)
- Craig Wild – ottoni (tracce 4, 6, 8, 10)
- Martin Williams – ottoni (tracce 4, 6, 8, 10)
- Grabbitz – voce (traccia 5)
- Colin Griffith – voce (traccia 7)
- Jonathan Sutter – voce (traccia 7)
- Pablo Mendelssohn – tromba (traccia 7)
- James Mortin – sassofono contralto (traccia 7)
- Jonathan Shendy – sassofono tenore (traccia 7)
- Tim Smart – trombone (traccia 7)
- Matrix & Futurebound – remix e tastiere aggiuntive (traccia 9)
- Evan Killjoy – chitarra (traccia 11)

Produzione
- Rob Swire – produzione, missaggio (traccia 2)
- Noisia – remix, missaggio e mastering (traccia 1)
- Cass Irvine – mastering (tracce 2, 5, 6, 10-13)
- Eelke Kleijn – remix, missaggio e mastering (traccia 3)
- Gareth McGrillen – produzione (tracce 2, 6-8, 10)
- Skrillex – remix, missaggio e mastering (traccia 4)
- Tom Norris – missaggio e mastering (traccia 4)
- Naderi – missaggio e mastering (traccia 4)
- Grabbitz – remix e missaggio (traccia 5)
- Chris Flury – missaggio (traccia 5)
- Devin Townsend – remix e missaggio (traccia 6)
- Dan Stein – produzione (traccia 7)
- Icarus – remix e missaggio (traccia 7)
- Beau Thomas – mastering (traccia 7)
- Pegboard Nerds – remix (traccia 8)
- Alexander Odden – missaggio e mastering (traccia 8)
- Matrix & Futurebound – missaggio e mastering (traccia 9)
- PKA – remix, missaggio e mastering (traccia 9)
- AN21 – remix e missaggio (traccia 10)
- Philip Jensen – remix e missaggio (traccia 10)
- DJ Seinfeld – remix e missaggio (traccia 11)
- Moby – remix, produzione aggiuntiva e missaggio (traccia 12)
- ATTLAS – remix e missaggio (traccia 13)

## Classifiche
| Classifica (2018) | Posizione massima |
| ----------------- | ----------------- |
| Australia         | 29                |
| Regno Unito       | 61                |